# Décembre 1895

## Événements
- Madagascar : Insurrection des menalamba (« toges rouges ») contre le protectorat français. La France doit pacifier le pays jusqu’en 1905.
- Début à Mombasa du chantier du chemin de fer de l’Ouganda. De nombreux ouvriers indiens participent à sa construction.
- Les États-Unis interviennent dans un conflit frontalier entre la Grande-Bretagne (Guyane britannique) et le Venezuela. L’arbitrage de Grover Cleveland est rejeté par Londres qui juge « exagérées » les revendications de Caracas. Un accord interviendra en 1897.
- À Ourfa, la semaine de Noël, 3000 Arméniens sont brûlés vivants. Les Arméniens résistent à Van, où les trois partis se sont unis (Armenakan, Hentchak et Dachnak), et à Zeïtoun, où les habitants s’emparent de la citadelle. Le Royaume-Uni demande alors des explications au Sultan, ce qui arrête temporairement les massacres (décembre). Les Turcs répondent qu’ils n’ont fait que réprimer une révolte arménienne. L’Allemagne et la Russie se contentent de cette explication et le Premier ministre britannique Salisbury n’ose pas agir seul.

- 7 décembre : Les Italiens sont écrasés par les Éthiopiens à Amba-Alagui, puis chassés de Mekele. Ménélik poursuit son avance.
- 7 décembre : les principaux dirigeants du groupe marxiste russe, dont Lénine et Julius Martov, sont arrêtés. Lénine passe 15 mois en prison, puis 3 ans d’exil en Sibérie.
- 15 décembre : bataille de Mal Tiempo

- 28 décembre : première projection publique payante du Cinématographe des frères Lumière dans le salon indien du Grand Café à Paris.
- 28 décembre : découverte des rayons X par Wilhem Conrad Roentgen
- 29 décembre : début du raid Jameson, casus belli de la seconde guerre des Boers.
- 29 décembre - 2 janvier 1896 : le Raid Jameson, attaque manquée du Betchouanaland contre la république boer du Transvaal, accroît le sentiment anti-britannique et aboutit à la démission de Cecil Rhodes. Jameson projetait de renverser le gouvernement Afrikaner de Paul Kruger.

## Naissances
- 14 décembre :
  - Georges VI, roi du Royaume-Uni (6 février 1952).
  - Paul Éluard, poète français († 18 novembre 1952).

- 15 décembre :
  - Beatrice Vitoldi (morte en 1939), actrice de cinéma et diplomate soviétique
  - Bella Rosenfeld (morte le 2 septembre 1944), écrivain et romancière, épouse de Marc Chagall
  - Georges Halbout du Tanney (mort le 7 juin 1986), sculpteur français
  - Ottomar Anton (mort le 7 novembre 1976), peintre allemand
  - France Leplat (morte en 1953), peintre française

- 16 décembre : Édouard Filliol, joueur professionnel suisse de hockey sur glace († 19 mars 1955).
- 21 décembre : Hans Loritz, officier SS et commandant de camps de concentration nazi

## Décès
- 15 décembre :
  - Jean-Paul Duffo (né le 24 décembre 1838), personnalité politique française
  - Oun Kham (né en 1811),  roi de Luang Prabang

- 22 décembre : John Russell Hind, astronome britannique.
- 27 décembre : Gabriel Milin, militant bretonnant.